# No Wedding Bells
No Wedding Bells é um curta-metragem mudo norte-americano de 1923, do gênero comédia, com o ator cômico Oliver Hardy.

## Elenco
- Larry Semon - Larry
- Lucille Carlisle - A garota
- Oliver Hardy - O pai da garota (como Babe Hardy)
- Spencer Bell
- Glen Cavender
- Kathleen Myers - papel pequeno (não creditada)